# Старые Кандры
Старые Кандры (баш. Иҫке Ҡандра) — село в Туймазинском районе Республики Башкортостан Российской Федерации. Входит в состав Кандринского сельсовета.

## Топоним
Известно с 1716 г. под именем Кандры.

## География
Стоит на реке Большой Нугуш.

### Географическое положение
Расстояние до:
- районного центра (Туймазы): 32 км,
- центра сельсовета (Кандры): 6 км,
- ближайшей ж/д станции (Кандры): 5 км.

## История
В 1716 г. житель деревни из татар Сырыма Карина припустил на свою вотчину башкир Кыр-Кальнинской (Канлинской) волости Балтас Аблаев из-за «скудности для ясашного платежа».
До 2008 года село входило в состав Старокандринского сельсовета.

## Население
| 2002 | 2009 | 2010 |
| ---- | ---- | ---- |
| 330  | →330 | ↘308 |

Национальный состав
Согласно переписи 2002 года, преобладающие национальности — татары (69 %), башкиры (27 %).

## Известные уроженцы
- Габдрашитов, Фазулла Габдуллинович (25 октября 1903 — 5 апреля 1975) — пулемётчик 2-го эскадрона 60-го гвардейского кавалерийского полка 16-й гвардейской кавалерийской дивизии 7-го гвардейского кавалерийского корпуса 61-й армии Центрального фронта, гвардии рядовой, Герой Советского Союза (1944)[6][7].

## Инфраструктура
Личное подсобное хозяйство с зоной сельскохозяйственного использования, индивидуальная застройка усадебного типа.
Основа экономики — сельское хозяйство. Действует птицефабрика.